# Manuela Kraller
Manuela Kraller nació el 1 de agosto de 1981 en Ainring (Alemania). Fue la vocalista de la banda de metal sinfónico Xandria desde el 19 de diciembre de 2010 hasta el 25 de octubre de 2013. 
Hizo su debut en vivo con Xandria el 7 de enero de 2011 en el concierto «Classic Meets Pop» en el Seidensticker Halle de Bielefeld con la Orquesta Filarmónica de Bielefeld, donde tocaron su exitosa canción de 2004, Ravenheart. Manuela fue una de las vocalistas del grupo musical Haggard.
El 28 de noviembre de 2011, Xandria anunció que lanzaría su primer álbum con Manuela Kraller llamado «Neverworld's End», y que lanzaría su primer single «Valentine», el 14 de febrero de 2012, seguido por su vídeo musical con Manuela.

## Inicios en la música
Manuela comenzó su vida musical en el año 2005, a los 23 años, mientras cantaba en un grupo coral de Finlandia. Así descubrió su nueva pasión, el canto. Empezó a tomar clases de canto clásico y cantaba en la iglesia y coros de góspel. Pronto se le pidió que iniciara un proyecto como solista. Creció con la música rock y metal, y quería combinarla con su formación clásica, y así comenzó a cantar canciones de rock y música metal.

## Carrera
Mientras escribía sus propias canciones, se unió a la banda suiza "Nagor Mar", la cual dejó al poco tiempo, y se convirtió en una de las vocalistas del grupo alemán Haggard. Se limitó cantar con Haggard en vivo, sin grabar ningún álbum de estudio. 
El 19 de diciembre de 2010, se convirtió en la nueva cantante de Xandria después de que Lisa Middelhauve terminara de realizar el resto de fechas de sus conciertos en vivo después de la salida de Kerstin Bischoff. 
Como adelanto a la nueva voz de Xandria, la banda subió a su canal oficial de YouTube el vídeo en vivo de su actuación en el "Classic Meets Pop" festival con Manuela, en el que interpretaron Ravenheart. Más tarde, se embarcó en una gira con Xandria, el "Out of the Dark" tour. 
Su primer disco con Xandria, llamado "Neverworld's End", se publicó el 24 de febrero de 2012. Durante la gira del Nerverworld's End con Xandria, compartió escenario con Epica y Stream of Passion.

## Discografía

### Xandria
Álbumes de estudio
- Neverworld's End (2012)

Singles
- Valentine (2012)